# Джон Роберт Холдън
Джон Роберт Холдън е бивш американски баскетболист с руско гражданство. Първият натурализиран играч, играл за националния отбор на Русия. Играл е като плеймейкър. За деветте сезона, в които играе в ЦСКА Москва, той става шампион на странта 9 пъти. От началото на 2013 е собственик на белгийския отбор Гент Драгънс.

## Кариера
Кариерата на Джон започва в колежа Бъкнил, където играе до 1998. Първият му професионален тим е СКА Броцени (Рига). Попада в отбора на годината на местния шампионат. През 1999 е купен от белгийския Остенде. През 2001 става шампион на страната. Същата година преминава в АЕК. Става шампион на Гърция и играе в мача на звездите. От 2002 играе за ПБК ЦСКА Москва. Заедно със сънародниците си Маркус Браун и Трейджън Лангдън, Джон е една от звездите на „армейците“. През 2003 става МВП на шампионатът. На 20 октомври Холдън получава руски паспорт. През 2005 играе за Русия на Евробаскет. През 2006 печели Евролигата, а през 2007 става европейски шампион с Русия. През 2008 отново печели Евролигата и участва на Олимпийските игри. На 21 октомври 2010 Джон става първият играч, изиграл 200 мача в Евролигата. На 16 юни 2011 слага край на кариерата си.